# Hendrik van Steenwijk I
Pour les articles homonymes, voir Steenwyck.
Hendrick van Steenwijk I ou Hendrick van Steenwijck l'Ancien (circa 1550, Kampen – 1603, Francfort-sur-le-Main) est un peintre néerlandais connu pour ses œuvres illustrant des intérieurs architecturaux.

## Biographie
Hendrik van Steewijck I est né à Kampen vers 1550, dans la province d'Overijssel aux Pays-Bas. Il étudie la peinture et est l'élève du peintre Ernest Maeler, puis du peintre en architecture Hans Vredeman de Vries, et le père de Hendrik van Steenwijk II. Il est connu pour avoir travaillé à Aix-la-Chapelle (1573-1576), à Anvers (1577-1585), et à Francfort-sur-le-Main à partir de 1586.

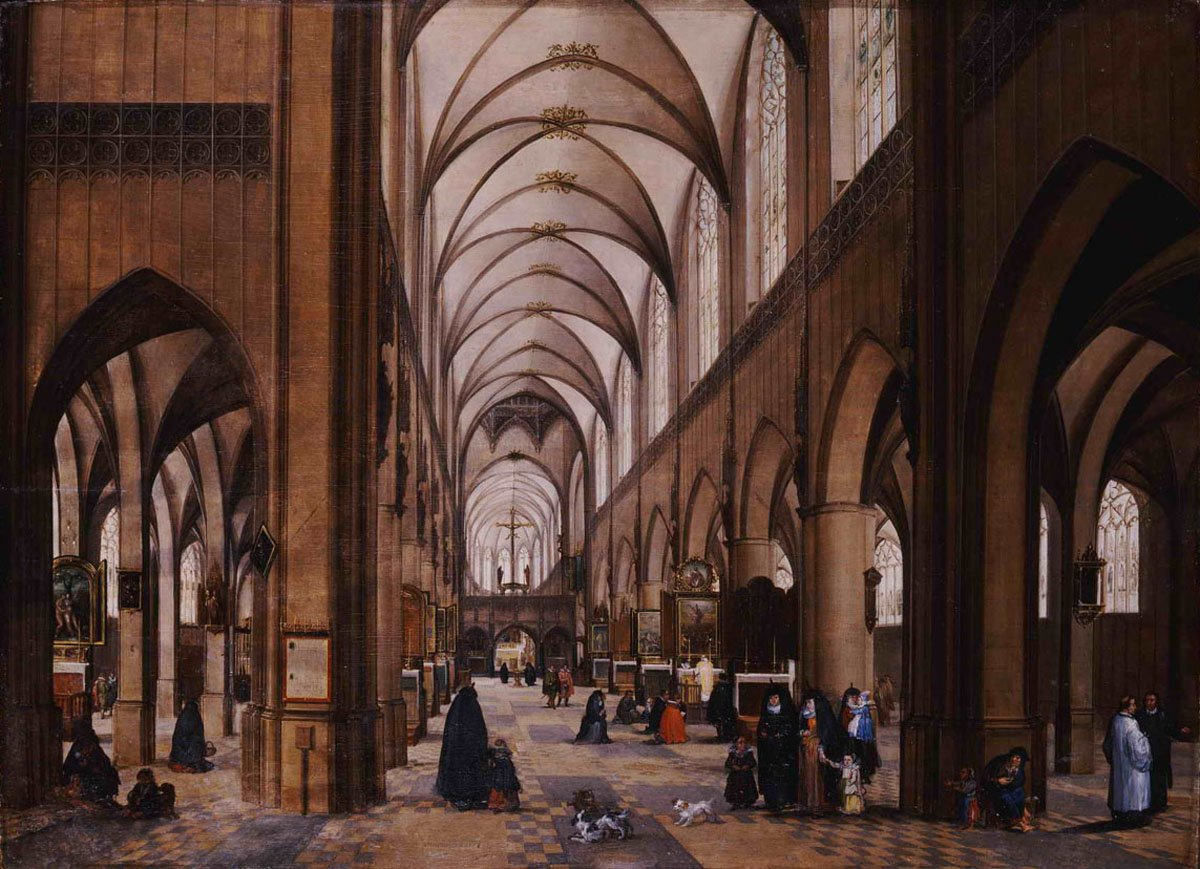
Intérieur de la cathédrale d'Anvers. Musée des beaux-arts de Budapest

Van Steenwijck est considéré à ce jour comme l'un des pionniers en matière d'illustration d'intérieurs architecturaux, un genre populaire durant le Siècle d'or néerlandais. En plus d'être à l'origine d'un nouveau genre pictural, il exécute ses œuvres avec une attention particulière portée sur la lumière naturelle et la profondeur de la perspective, bien plus marquées que dans les œuvres de son maître Vredeman de Vries.
En 1570, la situation politique et religieuse des Pays-Bas du Sud devient très difficile. Il suit son maître Hans Vredeman de Vries qui s'exile à Aix la Chapelle.  C'est là qu'il réalise en 1573 le premier tableau connu d'un « intérieur d'église ». Ce travail est la représentation circulaire selon les lois de la perspective enseignés par son maître. Aix la Chapelle comprend beaucoup d'exilés. Il se marie en 1573 avec la fille de Martin Van Valckenbock, Helena. Vers 1580 naît son fils Hendrick appelé « le Jeune ». Vers juin 1586, nouvel exil à Francfort-sur-le-Main où il décédera en 1603. Francfort est alors une ville prospère où ces artistes viennent grossir une importante communauté flamande. Bien qu'éloigné d'Anvers, il imaginera de nombreuses peintures représentant les vues d'intérieurs d'églises qui ressembleront à la cathédrale d'Anvers.

## Œuvre
Ses vues d'intérieurs d'église lui fournissaient l'occasion de montrer les jeux de la lumière et les effets de la perspective.
- Intérieur d'église. Effet de nuit (1610-1620), 123 × 174 cm, Musée du Louvre, Paris[4]